# 1834 Палах
1834 Палах (1834 Palach) — астероїд головного поясу, відкритий Любошем Когоутеком 22 серпня 1969 року.
Тіссеранів параметр щодо Юпітера — 3,222.